# 広島サッカー向上委員会
広島サッカー向上委員会（ひろしま-こうじょういいんかい）は、中国放送（RCCラジオ）で放送されていたサンフレッチェ広島とアマチュアサッカーチームの情報を提供するラジオ番組。

## 概要
サンフレッチェ広島の試合結果やトレーニング情報、広島県サッカー協会が主管するアマチュアサッカーの情報を提供している。

## 各コーナー

### weekly SANFRECCE instant replay！
放送の前日や水曜日に行われたサンフレッチェ広島の試合内容を放送。

### サッカるちょ!
サンフレッチェ広島の試合結果とスコアを予想する。見事的中して抽選で当たると、サンフレッチェグッズ等がもらえる。的中者がいなかった場合、商品は翌週に繰り越される（キャリーオーバー）。毎月最終放送日に、月間プレゼントとして全予想者を対象にした抽選が行われる。

### サッカー de エクスプロージョン
世界の最新サッカーニュースを伝える。なおこのコーナーと同じ表題「ユウジ横山のサッカー de エクスプロージョン」と題した番組が1990年代中盤に放送された。実質的には当番組の前身とも取れる。

### 現場でプレゼンター
広報担当がアマチュアサッカーの試合会場や練習会場に出向きインタビューする。出演者にはクイズが有り、正解すると商品がもらえる。

## 出演者
※放送終了時
- 委員長 : 石橋真（RCCアナウンサー）
- 副委員長 : 清老寛子
- 広報担当 : 木村実帆、若槻のぶこ

### 過去の出演者
副委員長
- 初代 : 伊駒由夏
- 二代目 : 李和枝（リ・ファジ）

広報担当
- ますだむつみ（漢字表記不明）
- わたいみわ（漢字表記不明）
- ひろきゆみこ（漢字表記不明）
- 山田一穂

## 制作スタッフと仕事
- ディレクター:シンタニ